# CCNB-Péninsule acadienne
 (juin 2020).
Si vous disposez d'ouvrages ou d'articles de référence ou si vous connaissez des sites web de qualité traitant du thème abordé ici, merci de compléter l'article en donnant les références utiles à sa vérifiabilité et en les liant à la section « Notes et références ».

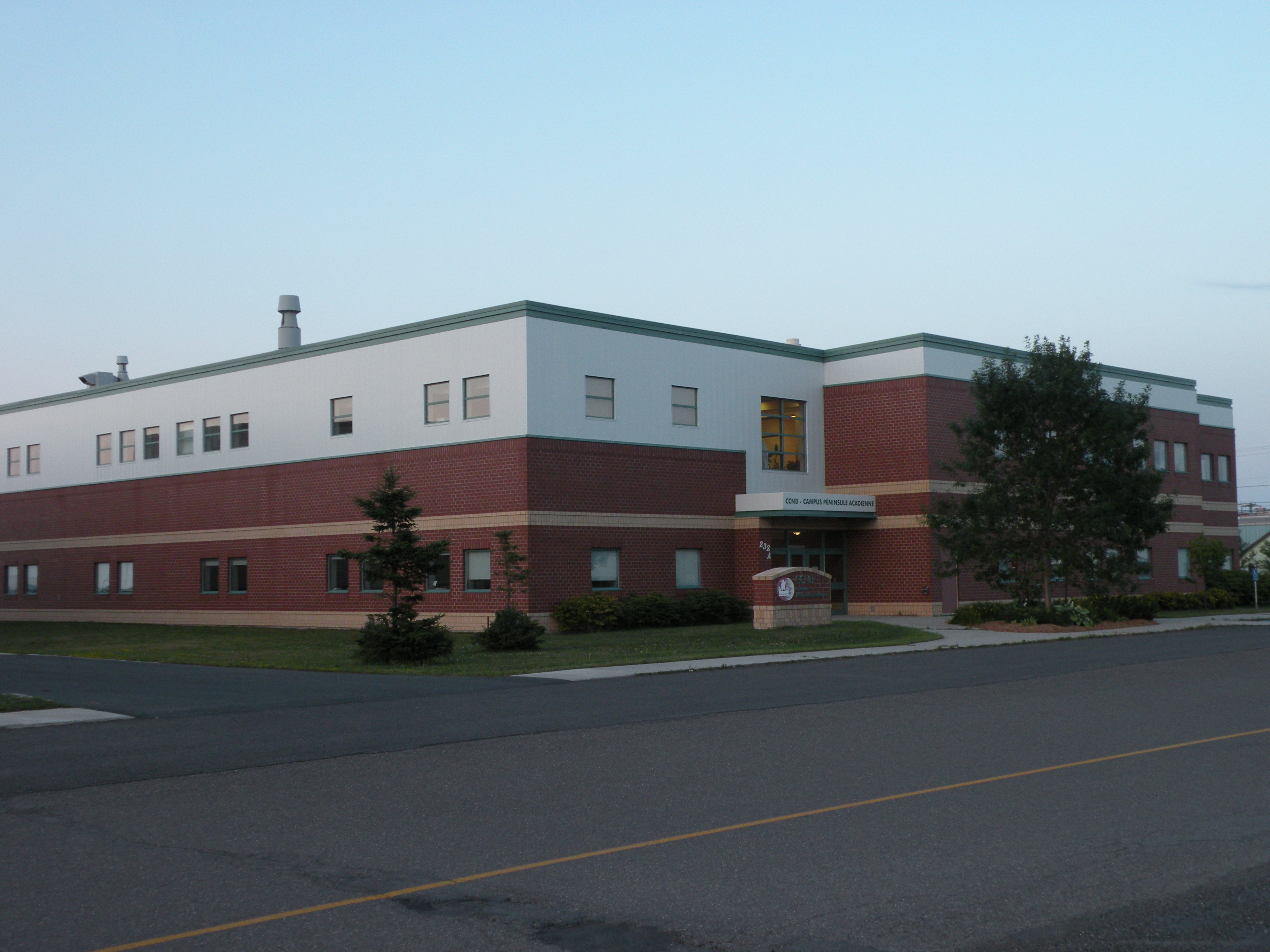
Le Collège Communautaire du Nouveau-Brunswick-Campus de la Péninsule acadienne.

Le Collège Communautaire du Nouveau-Brunswick - Campus de la Péninsule acadienne est un établissement d'enseignement supérieur. Un centre se situe à Shippagan et l'autre à Caraquet au Nouveau-Brunswick.
Ce campus abrite par ailleurs l'École des pêches du Nouveau-Brunswick fondée en 1959.

## Programmes de formation offerts

### Éducation supérieure
- Métiers
  - Cuisine professionnelle
  - Charpenterie
  - Soudage
- Affaires
  - Gestion de bureau
  - Gestion de la petite et moyenne entreprise
  - Gestion communautaire et culturelle
- Arts
  - Communication radiophonique
  - Créativité et innovation
- Santé
  - Soins infirmiers auxiliaires
  - Services de soutien en soins prolongés
- Secteur maritime
  - Navigation maritime
  - Contrôle de qualité - transformation alimentaire

### Éducation secondaire
Le CCNB - Campus de la Péninsule acadienne offre aussi des programmes secondaires aux adultes, ainsi que des cours à tout étudiant désirant obtenir des préalables pour les cours collégiaux.
- Études secondaires pour adultes
- Compétences essentielles au secondaire pour adultes (CESA)

## Centres de formation
Le campus compte deux sites principaux de formation - un situé à Caraquet, l'autre à Shippagan. S'ajoutent à ces deux sites des lieux spécialisés de formation (ateliers de Charpenterie et ateliers de Matériaux avancés) au Complexe industriel du Grand Caraquet ainsi que le Centre de mesures d'urgence en mer de Caraquet.

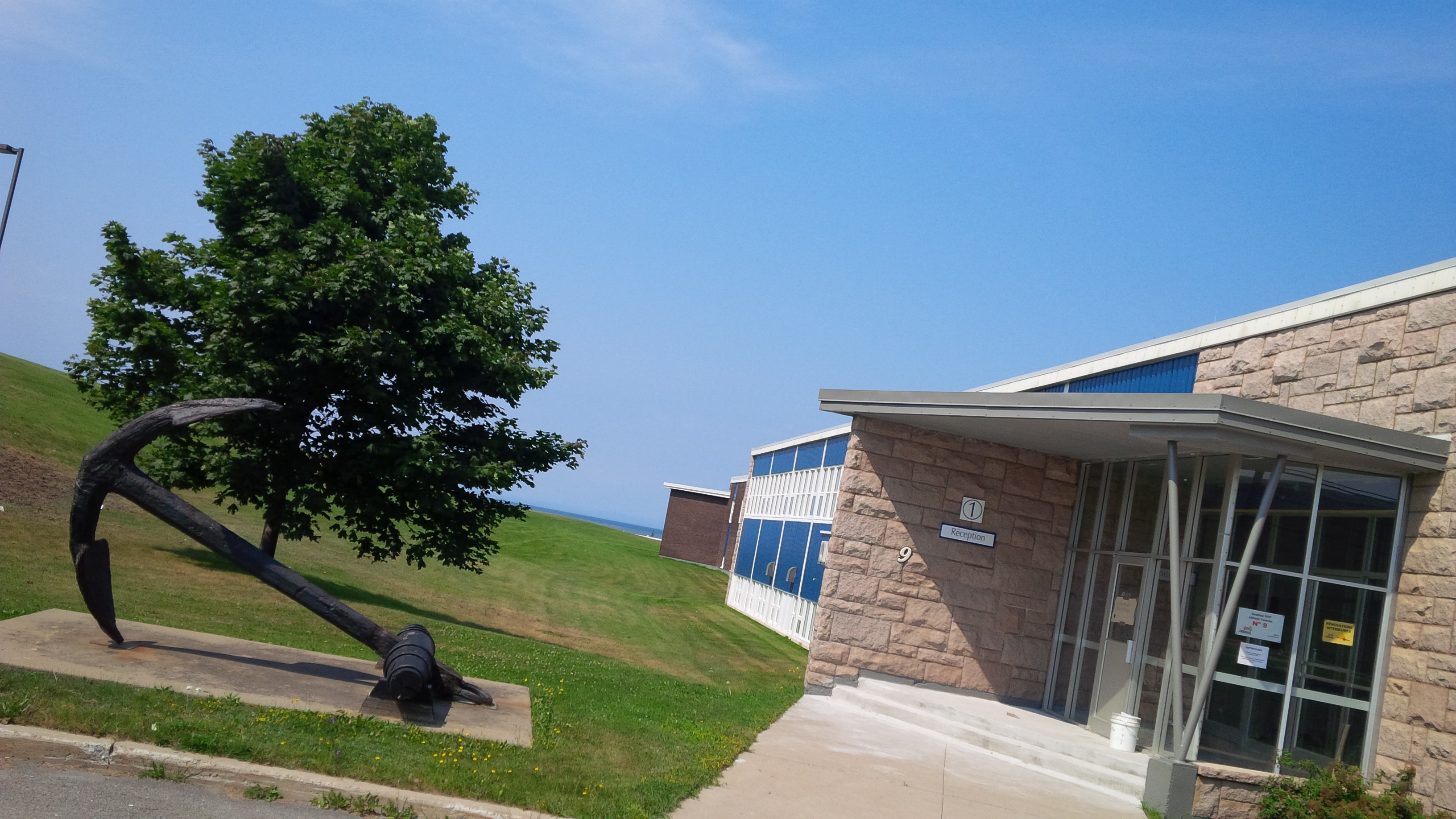
CCNB - Campus de la Péninsule acadienne (site de Caraquet) École des pêches du Nouveau-Brunswick
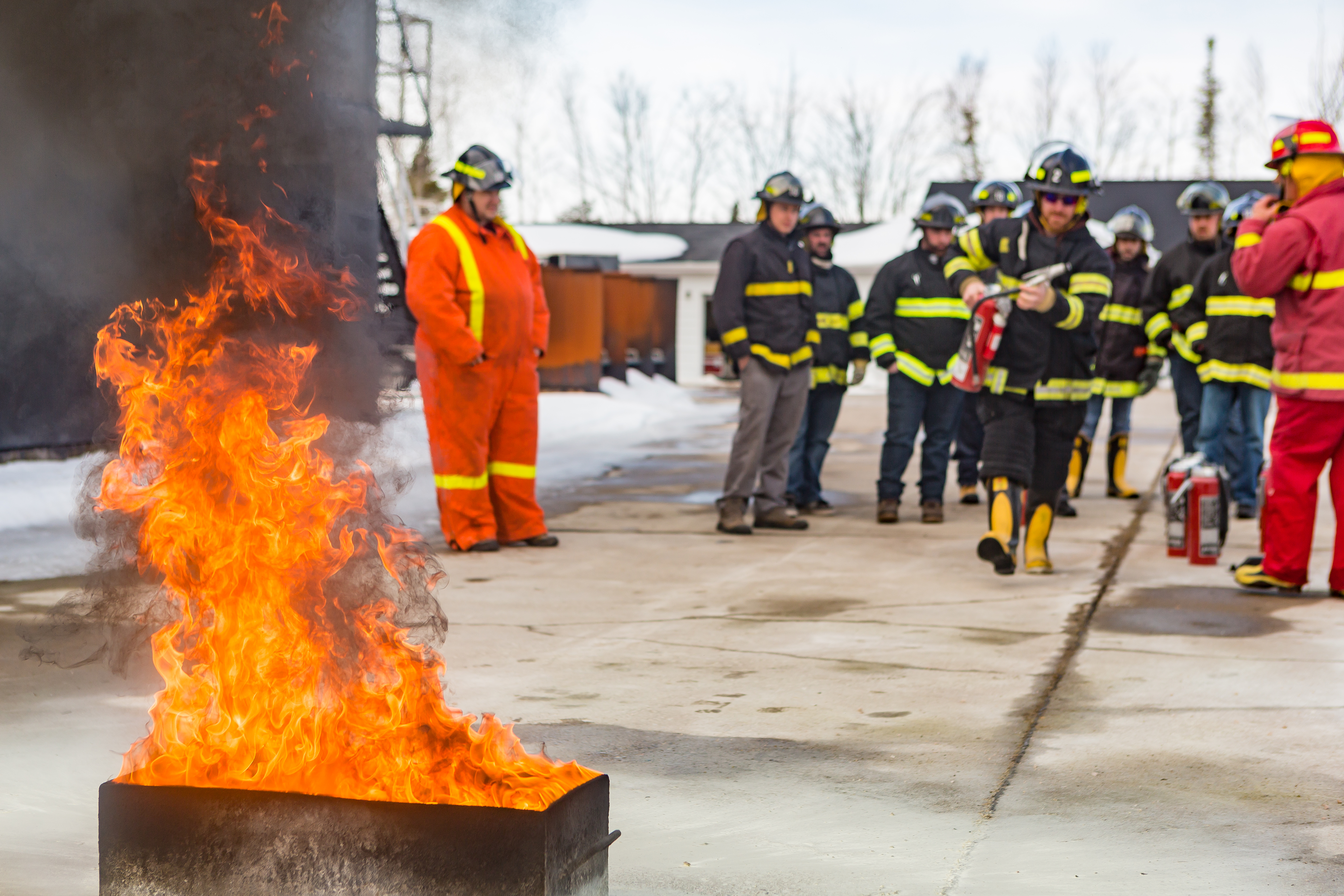
Centre de mesures d'urgence en mer CCNB - Campus de la Péninsule acadienne
Logo du Collège communautaire du Nouveau-Brunswick